# Ivor Novello
David Ivor Davies (Cardiff, Gales, 15 de enero de 1893-Londres, 6 de marzo de 1951), más conocido como Ivor Novello, fue un compositor, cantante y actor británico que llegó a ser el más popular artista del Reino Unido de principios del siglo XX.[cita requerida]

## Biografía

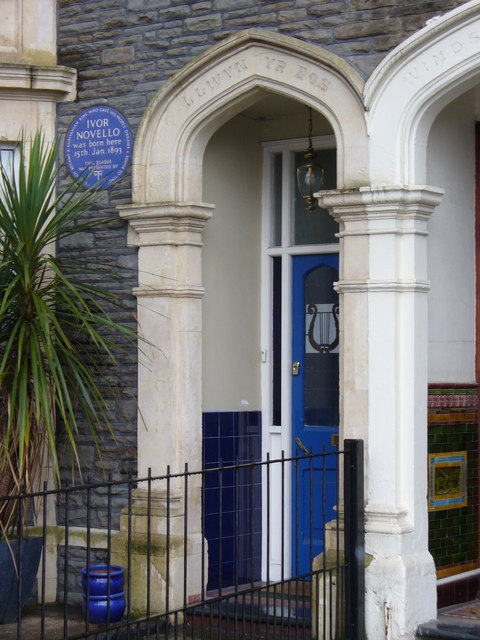
Llwyn-yr-Eos, Cardiff, lugar de nacimiento de Novello.

Sus padres fueron la conocida cantante y profesora de canto Clara Novello Davies, de reconocimiento internacional, y David Davies, un recaudador de impuestos. Estudió en la Magdalen College School de Oxford durante un tiempo.
Fue conocido en un principio por una canción, Keep the Home Fires Burning, que compuso durante la Primera Guerra Mundial. Su espectáculo de 1917, Theodore & Co fue un hit de la época. Tras la guerra empezó su carrera en el cine, y también actuó en el teatro del West End con espectáculos musicales concebidos por él mismo, siendo el más conocido de todos ellos The Dancing Years (1939). Novello actuó en dos de los primeros filmes dirigidos por Alfred Hitchcock, The Lodger (el inquilino) (1927) y Downhill (1927). Posteriormente fue a Hollywood y actuó en numerosas películas, pero la escena seguía siendo su prioridad y el medio en el que cosechó sus principales éxitos. Durante muchos años vivió en Littlewick Green, en el este de Berkshire.
Novello escribió sus musicales con el estilo de las operetas, y fue uno de los últimos grandes compositores de esta forma musical. Generalmente compuso su música con libretos de Christopher Hassall. En 1933 convenció a la actriz Zena Dare para salir de su semi-retiro, y hasta la muerte de él trabajaron a menudo juntos, escribiendo papeles para ella en sus obras.
Novello era homosexual. Durante 35 años, fue el amante del actor británico Robert Andrews, y también tuvo relaciones con el escritor y poeta inglés Siegfried Sassoon.
Durante la Segunda Guerra Mundial, Novello fue sentenciado a ocho semanas de prisión por fraude con cupones de carburante, un delito importante en época de guerra. Cumpliendo sentencia junto a él se encontraba el criminal Frankie Fraser. Tras su liberación, siguió actuando y escribiendo musicales hasta el momento de su muerte a causa de una trombosis coronaria en 1951, a los 58 años de edad.

## Legado
Los Premios Ivor Novello son concedidos anualmente por la industria discográfica a compositores, arreglistas y cantantes. Novello fue retratado en el film de Robert Altman Gosford Park (2001) interpretándole Jeremy Northam, siendo utilizadas varias de sus canciones en la banda sonora de la película. Su memoria continúa siendo promocionada por The Ivor Novello Appreciation Bureau.

## Teatro y espectáculo
- Theodore & Co (1917)
- The Truth Game (1928)[3]
- Glamorous Night (1935)
- Careless Rapture (1936)
- Crest of the Wave (1937)
- The Dancing Years (1939)
- Arc de Triomphe (1943)
- Perchance to Dream (1945)
- King's Rhapsody (1949)
- Gay's the Word (1951) (letras por Alan Melville)

## Canciones destacadas
- Keep the Home Fires Burning - John McCormack (1917 recording .mp3}
- "Fold Your Wings"
- "Shine Through my Dreams"
- "Rose of England"
- "I Can Give you the Starlight"
- "My Dearest Dear"
- "When I Curtsied to the King"
- "We'll Gather Lilacs"
- "Someday my Heart will Awake"
- "Yesterday"
- "Waltz of my Heart"
- "My Life Belongs To You"

## Filmografía
- The Call of the Blood (L'Appel du Sang) - 1919
- Miarka: The Daughter of the Bear (Miarka, Fille de L'Ourse) - 1920
- Carnival - 1922
- The Bohemian Girl - 1922
- The Man Without Desire - 1923
- The White Rose - 1923
- Bonnie Prince Charlie - 1923
- The Rat - 1925
- The Triumph of the Rat - 1926
- The Lodger (El inquilino) - (1927)
- Downhill - 1927
- The Vortex - 1928
- The Constant Nymph - 1928
- The Gallant Hussar - 1928
- The South Sea Bubble - 1928
- The Return of the Rat - 1928
- Symphony in Two Flats - 1930
- Once a Lady - 1931
- The Phantom Fiend - 1932
- I Lived With You - 1933
- Sleeping Car - 1933
- Autumn Crocus - 1934